# 佐藤隆夫 (法学者)
佐藤 隆夫（さとう たかお、1924年7月6日 - 2007年4月23日）は、日本の民法学者。國學院大學名誉教授。

## 生涯
仙台市生まれ。山形県鶴岡市出身。1952年東北大学法学部卒。國學院大學法学部助教授、教授。95年定年、名誉教授。弁護士、横浜家庭裁判所調停委員。

## 著書
- 『物権法・担保物権法概説』評論社 1967
- 『現代家族制度の盲点 民法学者の手記として』東出版 1968
- 『英国土地法の一法源的研究 封建的土地所有権形成史論』三光社出版 1970
- 『女性と家族法』評論社 1971
- 『民法総則』東出版 学説判例事典 1971
- 『現代家族法25講』有斐閣双書 1976
- 『日本漁業の法律問題』勁草書房 1978
- 『危機に立つ日本の漁業』教育社入門新書 時事問題解説 1979
- 『人の一生と法律』勁草書房 1980
- 『親権』叢書民法総合判例研究 一粒社 1981
- 『プロ野球協約論』一粒社 1982
- 『債権法各論要説』勁草書房 1986
- 『離婚と子どもの人権』日本評論社 1988
- 『現代家族法 1 (親族法)』勁草書房 1992
- 『現代家族法 2 (相続法)』勁草書房 1999
- 『親権の判例総合解説』信山社 判例総合解説シリーズ 2004
- 『現代の子ども 波乱の法的諸問題』不磨書房 2007

### 共編著
- 『現代法学の課題 法学入門』柿崎栄治共編 東出版 1972
- 『日本の女 激動期の女人群像』編 東出版 1972
- 『現代法学大要』柿崎栄治共編著 勁草書房 1981
- 『農村と国際結婚』編著 日本評論社 1989
- 『現代民法 1 (総則)』編著 八千代出版 現代法学双書 1992
- 『民法要説』古田重明,井戸田博史,渡辺博之共著 勁草書房 1992
- 『現代民法 2 (物権・担保物権)』編著 八千代出版 現代法学双書 1995
- 『高齢社会の親子法』新井誠共編 勁草書房 1995
- 『現代民法 3 (債権総論)』編 八千代出版 現代法学双書 1996
- 『現代民法 4 (債権各論) 補訂』上原由起夫共編著 八千代出版 現代法学双書 2001